# Kruszczyk krótkolistny
Kruszczyk krótkolistny (Epipactis helleborine subsp. orbicularis (K.Richt.) E.Klein) – podgatunek byliny z rodziny storczykowatych (Orchidaceae). Wcześniej traktowany jako osobny gatunek (Epipactis distans Arv.-Touv.). Obecnie uznany za podgatunek kruszczyka szerokolistnego.

## Rozmieszczenie geograficzne
Występuje w Europie (Litwa, Łotwa, Estonia, Szwecja, Niemcy, Francja, Włochy, Austria, Czechy, Słowacja, Szwajcaria, Hiszpania). W Polsce został odnaleziony w okolicach Świnoujścia i Przemyśla.

## Biologia i ekologia
Bylina, geofit. 

## Zagrożenia i ochrona
Jako podgatunek kruszczyka szerokolistnego od 2014 roku jest objęty w Polsce ochroną częściową.